# Erebia cercida
Erebia cercida är en fjärilsart som beskrevs av Hans Fruhstorfer 1917. Erebia cercida ingår i släktet Erebia och familjen praktfjärilar. Inga underarter finns listade i Catalogue of Life.